# Alexander Baron Engelhardt

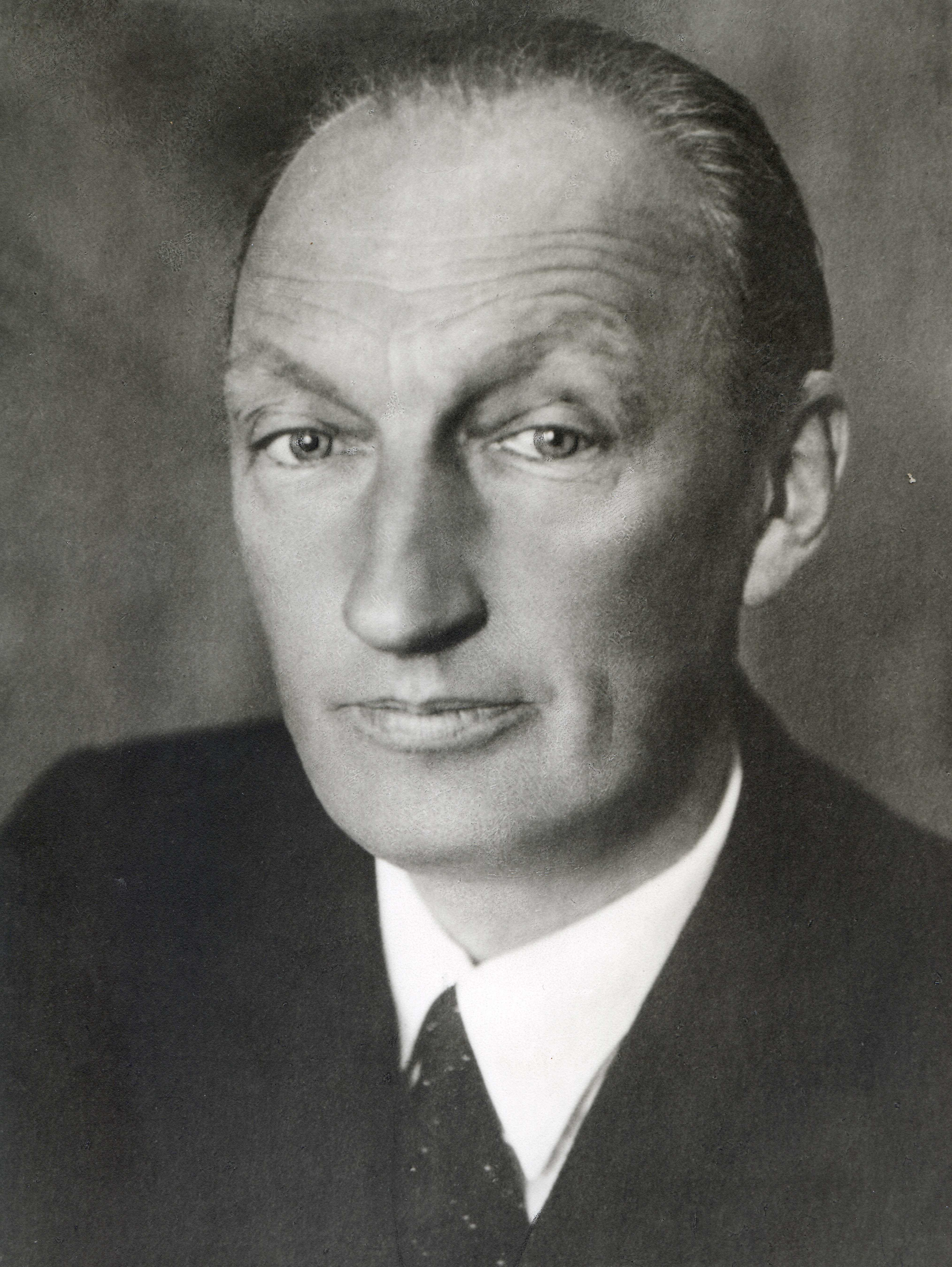
Alexander Baron Engelhardt

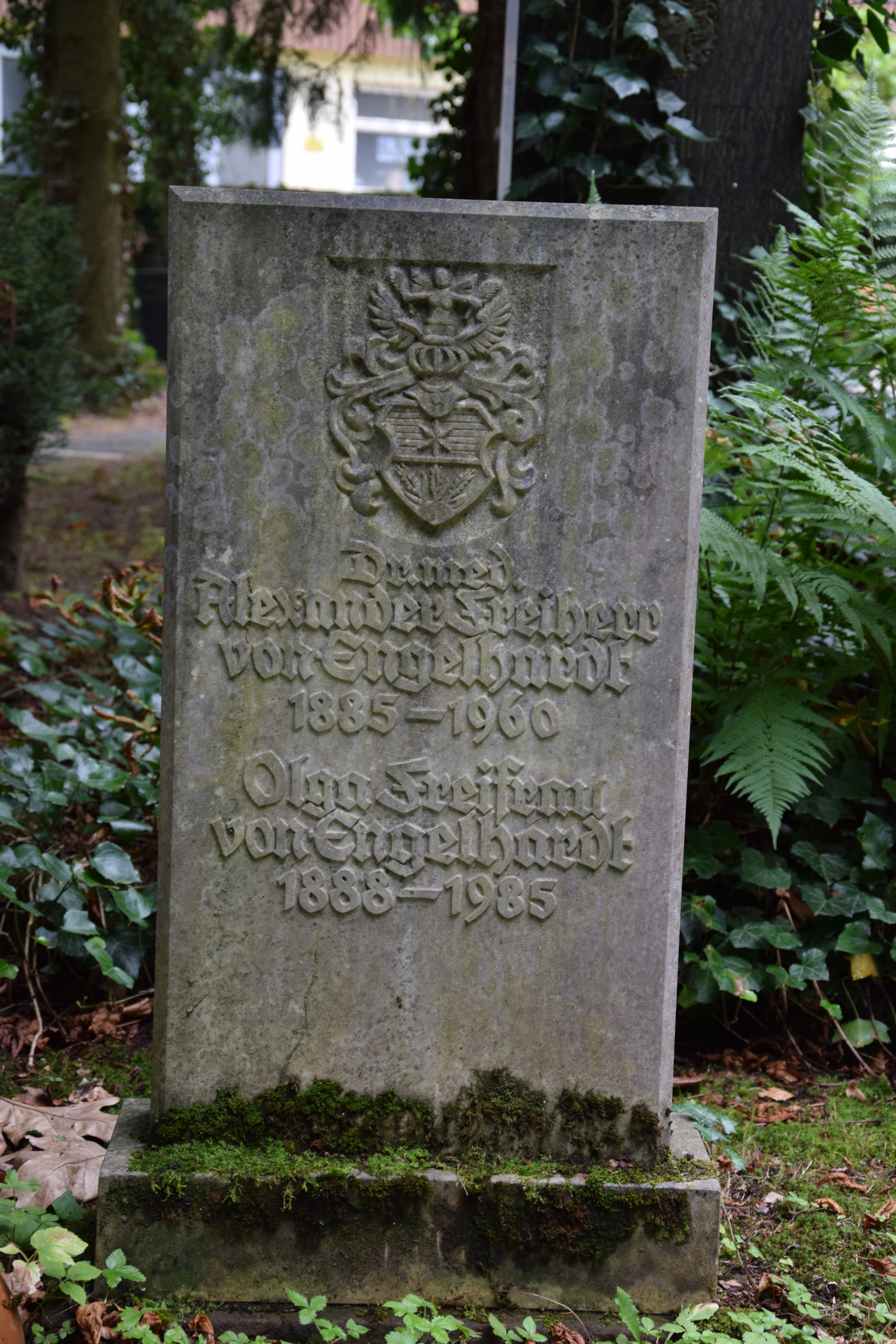
Grab von Alexander Baron Engelhardt auf dem Marburger Hauptfriedhof (2017)

Alexander Baron von Engelhardt (* 22. Maijul. / 3. Juni 1885greg. in Allenküll, Gouvernement Estland; † 26. Mai 1960 in Marburg) war ein deutsch-baltischer Arzt und Medizinhistoriker. Mehrere Jahrzehnte widmete er sich der Bewahrung des Andenkens an Emil von Behring und der Sicherung des in Marburg liegenden Nachlasses des ersten Medizin-Nobelpreisträgers.

## Leben
Engelhardt erhielt zunächst Privatunterricht. Ab Herbst 1901 besuchte er das Klassische Gymnasium Kaiser Alexander I. in Reval. Dort bestand er 1906 die Reifeprüfung. Ab Herbst 1906 studierte er an der Kaiserlichen Universität Dorpat Medizin. Er wurde Mitglied der Baltischen Corporation Estonia Dorpat.
Zum Sommersemester 1910 wechselte er an die Ludwig-Maximilians-Universität München. Sie promovierte ihn 1912 zum Dr. med. Nachdem er im selben Jahr in Moskau auch das russische Staatsexamen bestanden hatte, war er zwei Jahre Kinderarzt in Moskau. Im Ersten Weltkrieg diente er als Militärarzt in der Kaiserlich Russischen Armee. 1918/19 Arzt am Stadtkrankenhaus von Riga. Er ging 1919 nach Deutschland und war von 1920 bis 1923 Fabrikarzt in Worms. An der Hessischen Ludwigs-Universität in Gießen bestand er 1923 das Deutsche Medizinische Staatsexamen.
Von 1923 bis 1958 war er Wissenschaftlicher Sekretär der Behringwerke. Die Philipps-Universität Marburg erteilte ihm einen Lehrauftrag für Geschichte der Medizin, zunächst in Vertretung von Hans-Ulrich Rosemann (WS 1941/42–WS 1944/45, SS 1950, WS 1951/52–1953). Als Honorarprofessor nahm er den Lehrauftrag bis SS 1960 wahr. Als a.o. Professor für Medizin betreute er einige medizinhistorische Dissertationen.
Am 8. Juli 1937 beantragte er die Aufnahme in die NSDAP und wurde rückwirkend zum 1. Mai desselben Jahres aufgenommen (Mitgliedsnummer 4.195.343). Außerdem war er Mitglied der Reiter-SA, NSV, DAF und des NSDÄB. Er war zudem Fachgruppenleiter der Zentrale für Ostforschung
Von 1951 bis 1953 war er der erste Vorsitzende des Baltischen Philisterverbandes.

### Behring-Archiv
Alexander von Engelhardt gilt als der Gründer des Behring-Archivs. Mit der Sichtung und Ordnung des umfangreichen Bestandes soll er gemäß einem in der Sammlung zur Geschichte der Behringwerke befindlichen Redemanuskript 1927 begonnen haben, als die Behringwerke von Engelhardt als dem Leiter der wissenschaftlichen Verkaufsabteilung des Unternehmens die Aufgabe zuteilten, archivalisch tätig zu werden, das heißt, den Bestand zu sichern und den Nachlass zu ordnen. Da er weder als Historiker noch als Archivar ausgebildet war, ist über seine archivalischen Ordnungskriterien  nichts bekannt. Möglicherweise ist – das lässt sich auch aus dem Briefwechsel mit Heinz Zeiss (aufbewahrt im Universitätsarchiv der Humboldt-Universität Berlin) schließen – von Engelhardt als (Mit-)Initiator der 1940 erschienenen Behring-Biographie anzusehen. Am 18. Juni 1932 war es zu einem Treffen im Haus der Familie von Behring in Marburg gekommen, an dem neben Behrings Witwe Else von Behring (1876–1936) und von Engelhardt auch die beiden späteren Biographen Heinz Zeiss und Richard Bieling teilnahmen. Während der Entstehung der Biographie versorgte von Engelhardt insbesondere den damals in Berlin lebenden Zeiss mit Dokumenten. Zeiss und von Engelhardt kannten sich vermutlich über von Engelhardts Funktion als Fachgruppenleiter der Zentrale für Ostforschung.

## Publikationen
- Die Yatren-Casein-Therapie der akuten und chronischen Infektionskrankheiten, zugleich eine Entwicklungsstudie der unspezifischen Reiztherapie, zusammengestellt von A. v. Engelhardt (1925).
- Emil von Behring : Chronik seiner Forschungsarbeit und seines Institutes für experimentelle Therapie; zur Erinnerung an die vor fünfzig Jahren erfolgte Veröffentlichung Behrings über seine Entdeckung der Serumtherapie. Berlin-Grunewald 1940.
- Die Bedeutung der deutschen Medizin für den Osten, in: Deutsches Ärzteblatt. Amtsblatt der Reichsärztekammer und der Kassenärztlichen Vereinigung Deutschlands, Nr. 8/9, 73. Jg., Berlin 15. März 1943, S. 84–89.

## Herausgeber
- Die Welt dankt Behring. Schultz, Berlin 1942.
- Akademischer Festakt zur 50jährigen Wiederkehr der Verleihung des ersten Nobelpreises für Emil von Behring. Elwert, Marburg 1952.
- Hundertjahrfeier der Geburtstage von Paul Ehrlich und Emil von Behring in Frankfurt-Main: Verleihung der Emil von Behring-Preise 1948, 1952 und 1954. Elwert, Marburg 1954.